# Yogoreta Nikutai Seijo
Yogoreta Nikutai Seijo (汚れた肉体聖女?) è un film del 1958 diretto da Michiyoshi Doi.